# ليس كل ما يلمع ذهبا

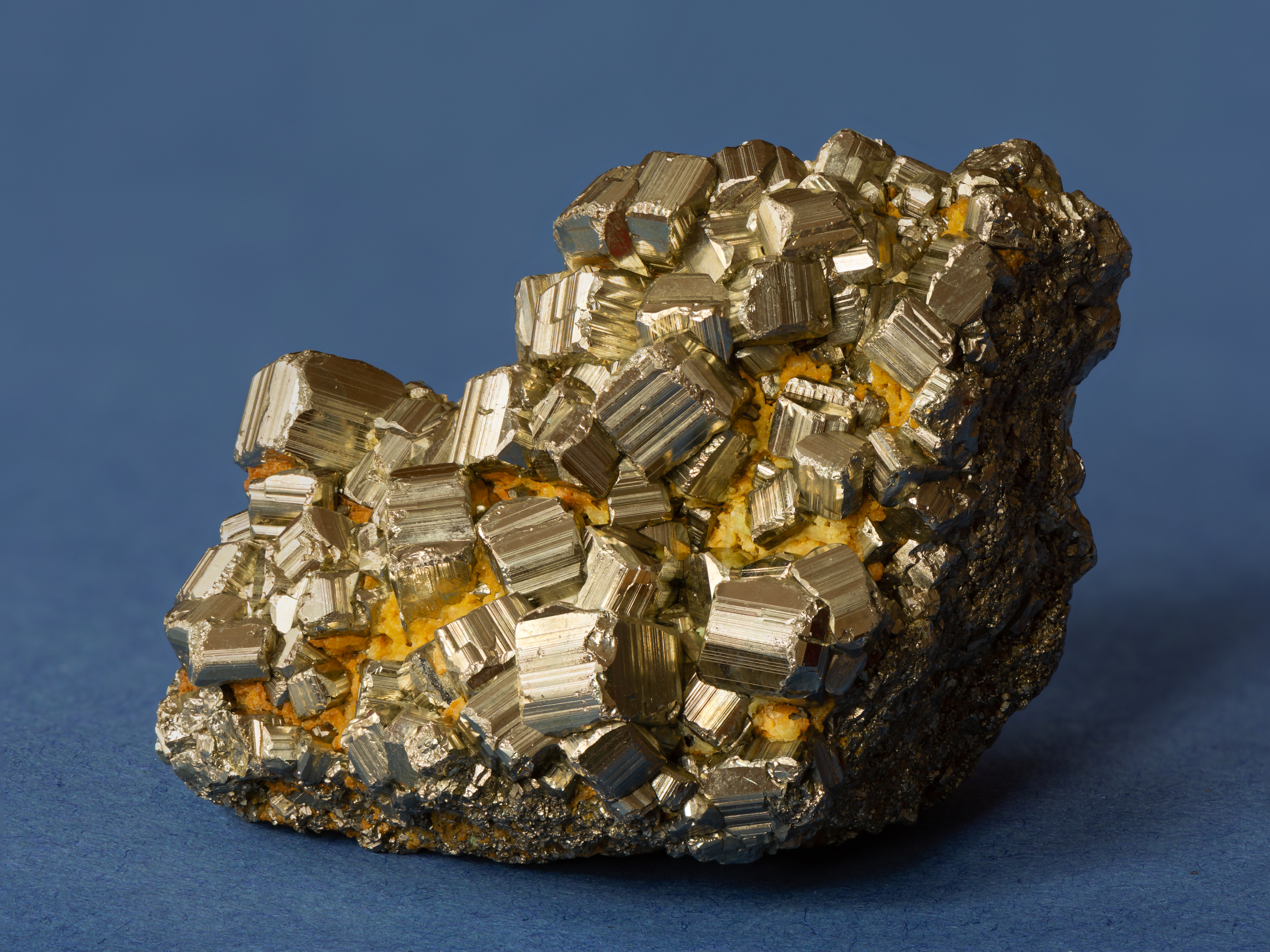
ليس كل مايلمع يكون ذهباً

ليس كل ما يلمع ذهبًا (بالإنجليزية: All that glitters is not gold)‏ حكمة تفيذ بأن ليس كل ما يبدو ثمينًا أو حقيقيًا هو كذلك.
على الرغم من تداول فكرة الحكمة منذ القرنين الثاني عشر والثالث عشر، الحكمة المتداولة الآن تعود إلى مسرحية تاجر البندقية لوليم شكسبير في القرن السادس عشر.

## وصلات خارجية
- نص اقتباس شكسبير على موقع enotes.com